# Landwind (wind)
Landwind is een lokale wind die van land naar zee waait. Meer specifiek bedoelt men met landwind de wind die 's nachts aan de kust waait na een mooie zomerse dag. Op gematigde en hogere breedten komt het voor tijdens mooi weer in de warmere jaargetijden, maar in equatoriale streken komt het veel frequenter voor, afhankelijk van de dagelijkse gang. In de poolstreken komt het slechts voor tijdens zeer heldere dagen.
Landwind treedt doorgaans op als tegenhanger van de zeewind. In de nacht koelt het land namelijk sneller af dan de zee, waardoor de luchtdruk boven land relatief hoger wordt dan boven zee. Wind zal van dit relatief hogedrukgebied naar het relatief lagedrukgebied boven zee waaien.
Landwind herkent men als een toename van de windkracht in de loop van de nacht. Immers op zeewinddagen is de nachtelijke wind al aflandig. Het landwindproces levert een extra oostelijk windcomponent op, dat zich uit in een sterkere windkracht.